# Joseph Williams
Joseph Williams, född 1 september 1960 i Santa Monica i Kalifornien, är en amerikansk låtskrivare, musiker och sångare.
Han medverkade som sångare på två Toto-skivor under gruppens storhetstid på 1980-talet, Fahrenheit (1986) och The Seventh One (1988) och är även bandets huvudsångare.

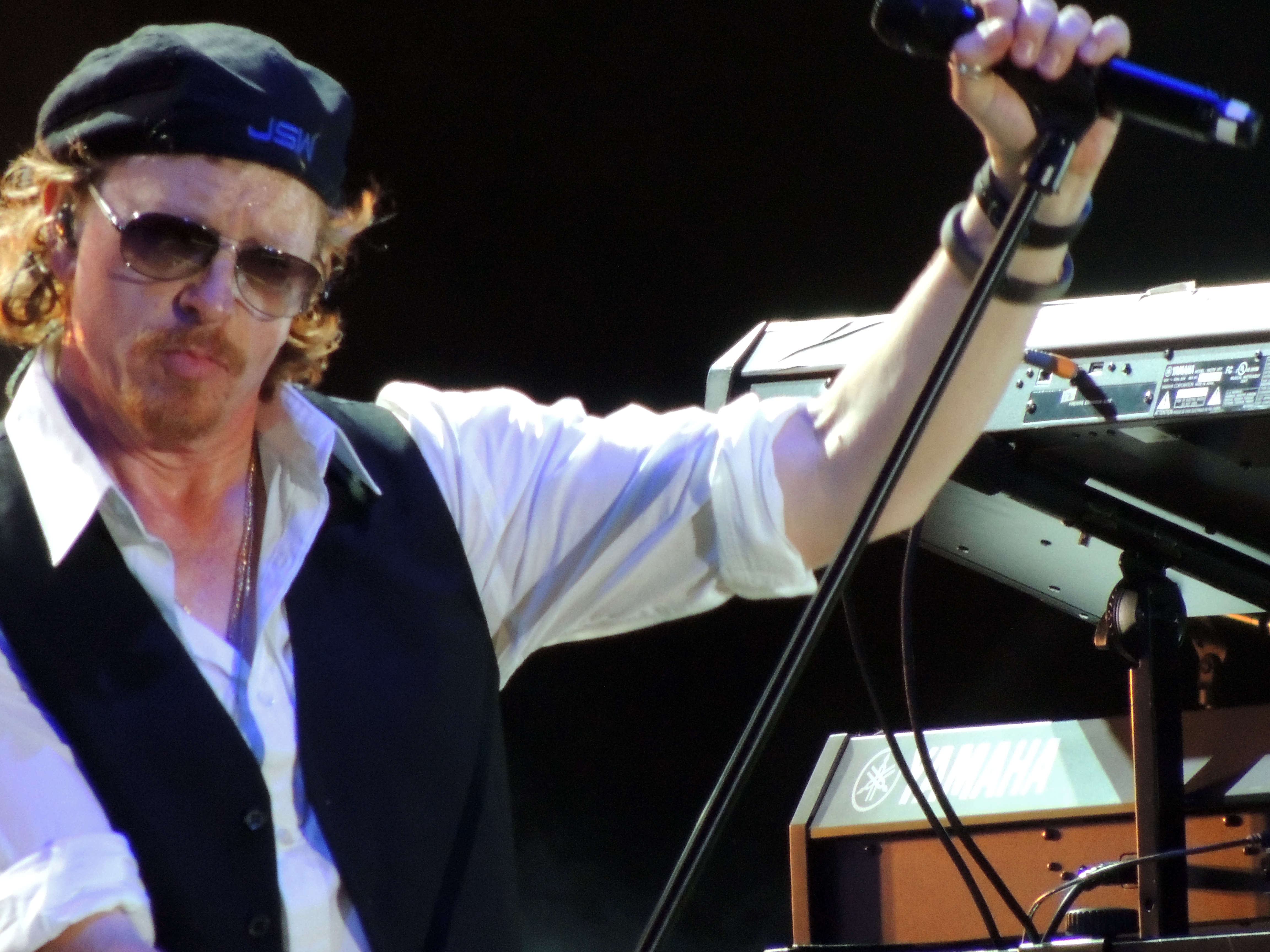
Joseph Williams i Örebro 3 juli 2013, under Totos 35-årsjubileumsturné.

Williams, som är son till den kände kompositören John Williams, började sin karriär som soloartist och gav ut sitt första självbetitlade album 1982. Han arbetade under det tidiga 1980-talet som frilansmusiker med bl.a. Jeffrey Osborne och som underhållningsartist i Las Vegas. Han fick senare kontakt med gruppen Toto och ersatte 1986 Fergie Frederiksen på sång. Han har efter att han slutade i Toto ägnat sig åt musik på frilansbasis och medverkat på flera skivor som både sångare och keyboardist.
Williams mest kända insats är kanske som sångrösten till Simba i Walt Disneys filmproduktion Lejonkungen. Numer är hans huvudsakliga arbetsområde som låtskrivare och kompositör till diverse TV- och filmproduktioner. Han är även medlem i projektbandet Vertigo och har med dem givit ut två album: Vertigo (2003) och Vertigo II (2006). Han ingår även i Peter Friestedts konstellation "The LA-Project".
Han spelar idag återigen med Toto och även CWF (Champlin/Williams/Friestedt) på olika turnéer i Europa.